# Jorge Solari
Jorge Solari (født 11. november 1941) er en argentinsk fodboldspiller.

## Argentinas fodboldlandshold
| Argentinas landshold | Argentinas landshold | Argentinas landshold |
| År                   | Kmp                  | Mål                  |
| -------------------- | -------------------- | -------------------- |
| 1966                 | 5                    | 0                    |
| 1967                 | 1                    | 0                    |
| 1968                 | 4                    | 0                    |
| Total                | 10                   | 0                    |